# When I’m Sixty-Four
«When I’m Sixty-Four» (с англ. — «Когда мне будет 64») — песня группы The Beatles, написанная Полом Маккартни и выпущенная в альбоме Sgt. Pepper's Lonely Hearts Club Band за авторством Леннон — Маккартни.

## Композиция
В словах песни юноша обращается к своей возлюбленной, вопрошая, будет ли он ей нужен через много лет, когда ему будет шестьдесят четыре. Хотя по замыслу композиции автор пытается заглянуть на много лет вперёд, это одна из первых песен Пола Маккартни — ему было всего шестнадцать, когда он её написал. Для The Beatles в их ранний период это была та композиция, которую они могли играть, когда ломались усилители или пропадало электричество.
И Джордж Мартин, и Марк Льюисон считают, что у Маккартни возникла идея записать песню в студии в декабре 1966 года, поскольку в этом году его отцу исполнилось шестьдесят четыре.
Леннон рассказывал, что Пол сочинил песню ещё во времена выступлений в «The Cavern Club», и она нравилась всей группе. Совместно они добавили лишь строчки «grandchildren on your knee» и «Vera, Chuck and Dave». В своём интервью в 1980 году для журнала «Playboy» Леннон заявил:

«Мне бы и во сне не приснилось написать подобную песню» (вариант: «я даже не мечтал…»).
Оригинальный текст (англ.)I would never even dream of writing a song like that.

## Аранжировка
Будучи необычным для большинства музыкальных жанров и в особенности для рок-н-ролла, в песне заметно выделяется кларнетовое трио (два си-бемоль сопрано и один бас-кларнет), сочинённое Джорджем Мартином. Сам Мартин поведал, что трио было добавлено по настоянию Маккартни, который хотел уйти от «фактора скрытой сентиментальщины», использовав кларнеты «на классический манер». В заключительном куплете кларнет играет в унисон с вокалом Маккартни: весьма необычная инструментовка, особенно для 1967 года. Аккомпанирующими инструментами выступают фортепиано, бас, ударные, оркестровые колокола и электрогитара.

## Запись
Запись песни состоялась 6 декабря 1966, во время одной из первых сессий звукозаписи нового и на тот момент безымянного альбома, получившего позднее название Sgt. Pepper's Lonely Hearts Club Band. Затем последовали многочисленные сессии записи дополнительных дорожек. Вокальная партия Пола была записана 8 декабря, бэк-вокал Пола, Джорджа и Джона — 20 декабря. Запись кларнетов состоялась 21 декабря.
Песня звучит в тональности ре-бемоль мажор, хотя изначально она записана в до-мажор, а затем по настоянию Маккартни тональность была повышена на один полутон за счёт ускоренного воспроизведения мастер-копии. По словам Джорджа Мартина, Маккартни предложил внести такое изменение для того, чтобы сделать свой голос моложе, поскольку ему казалось, что песня звучит несколько напыщенно.

## Участники записи
- Пол Маккартни — вокал, бэк-вокал, бас-гитара, фортепиано[11]
- Джон Леннон — бэк-вокал, соло-гитара[11]
- Джордж Харрисон — бэк-вокал, ритм-гитара[11]
- Ринго Старр — барабаны, оркестровые колокола[11]
- Роберт Бернс, Генри Маккензи — кларнеты, Фрэнк Рэйди — бас-кларнет[12]

## Кавер-версии
- В 1967 году сингл Kenny Ball and his Jazzmen: «When I’m Sixty Four/ Goodnight Irene» (достиг 43-й позиции в чартах Великобритании).
- В 1969 году Джон Денвер записал песню для своего альбома «Rhymes and Reasons».
- В 1976 Кит Мун записал версию для мимолетного музыкально-документального фильма «All This and World War II»(англ.).
- Виолончелист Джулиан Ллойд Уэббер записал инструментальную версию для альбома 1986 года «Travels With My Cello, Volume. 2».
- В 2005 году Арьен Лукассен записал кавер этой песни для сингла «Come Back To Me» своего проекта Ayreon. Также в его сольном альбоме 2012 года «Lost in the New Real» есть композиция «When I’m A Hundred Sixty-Four», являющаяся очевидной отсылкой.
- В ноябре 2013 года участники команды Градского на шоу Голос путём исполнения этой песни поздравили своего наставника с 64-летием